# Jamel McLean
Jamel Lacey McLean (Brooklyn, Nueva York; 18 de abril de 1988) es un jugador de baloncesto estadounidense que pertenece a la plantilla de los Kumamoto Volters de la B.League de Japón.

## Trayectoria
Desembarcó en Europa en la temporada 2011-12 con el Leuven belga para después jugar en el Scafati de LegaDue italiana y retornar al Oostende. Acabaría la temporada 2012-13 en el Telekom Bonn con el que explotó el pasado año promediando 15,5 puntos y 6,7 rebotes en la Eurocup y 13,2 tantos y 7,7 rechaces en la competición doméstica.
Sus actuaciones le sirvieron para que el ALBA Berlín se fijara en él y lo incorporara a su plantilla en 2014. Su temporada con los alemanes fue excepcional, siendo nombrado como MVP de la Basketball Bundesliga y se proclamándose campeón de la Supercopa alemana. 
El Valencia Basket buscó contratarlo, pero el jugador terminó optando por fichar con el Olimpia Milano de Italia.
En febrero de 2021, firma por el MHP Riesen Ludwigsburg de la Basketball Bundesliga.
El 7 de julio de 2021, firma por el Casademont Zaragoza de la Liga ACB, para la temporada 2021-2022. En noviembre de 2021, deja de ser jugador de Casademont Zaragoza tras llegar a un acuerdo con el club.
El 22 de noviembre de 2021, firma los Skyliners Frankfurt de la Basketball Bundesliga.
En julio de 2022 fue contratado por los Kumamoto Volters, que en ese momento se encontraban en la segunda categoría del baloncesto profesional japonés.